# Pieszcz
Pieszcz (deutsch Peest) ist ein Dorf in der polnischen Woiwodschaft Westpommern. Es gehört zur Landgemeinde Postomino (Pustamin) im Kreis Sławno (Schlawe).

## Geographische Lage
Die Ortschaft liegt in Hinterpommern, etwa 13 Kilometer nordöstlich der Stadt Schlawe (Sławno).
Der Ort befindet sich in einer ebenen Landschaft etwa 25 bis 30 Meter über NN. Durch den Ort fließt die Motz oder Stolper Motze (Moszczeniczka), die bei Bruskowo Wielkie (Groß Brüskow) entsteht und stromaufwärts hinter Peest in die Wipper (Wieprza) mündet.
Nachbarorte sind: im Norden Możdżanowo (Mützenow) und im Osten Swołowo (Schwolow) und Gać (Gatz) – elle bereits in der Woiwodschaft Pommern liegend. Im Süden grenzt Pieszcz an Pałowo (Alt Paalow), Nosalin (Nitzlin) sowie Staniewice (Stemnitz) und im Westen an Tyń (Thyn) und Postomino (Pustamin).

## Geschichte

Peest südwestlich von Stolpmünde an der Ostsee (linke Bildhälfte, durch Anklicken vergrößerbar), westlich von Stolp und nordöstlich von Schlawe auf einer Landkarte von 1910.

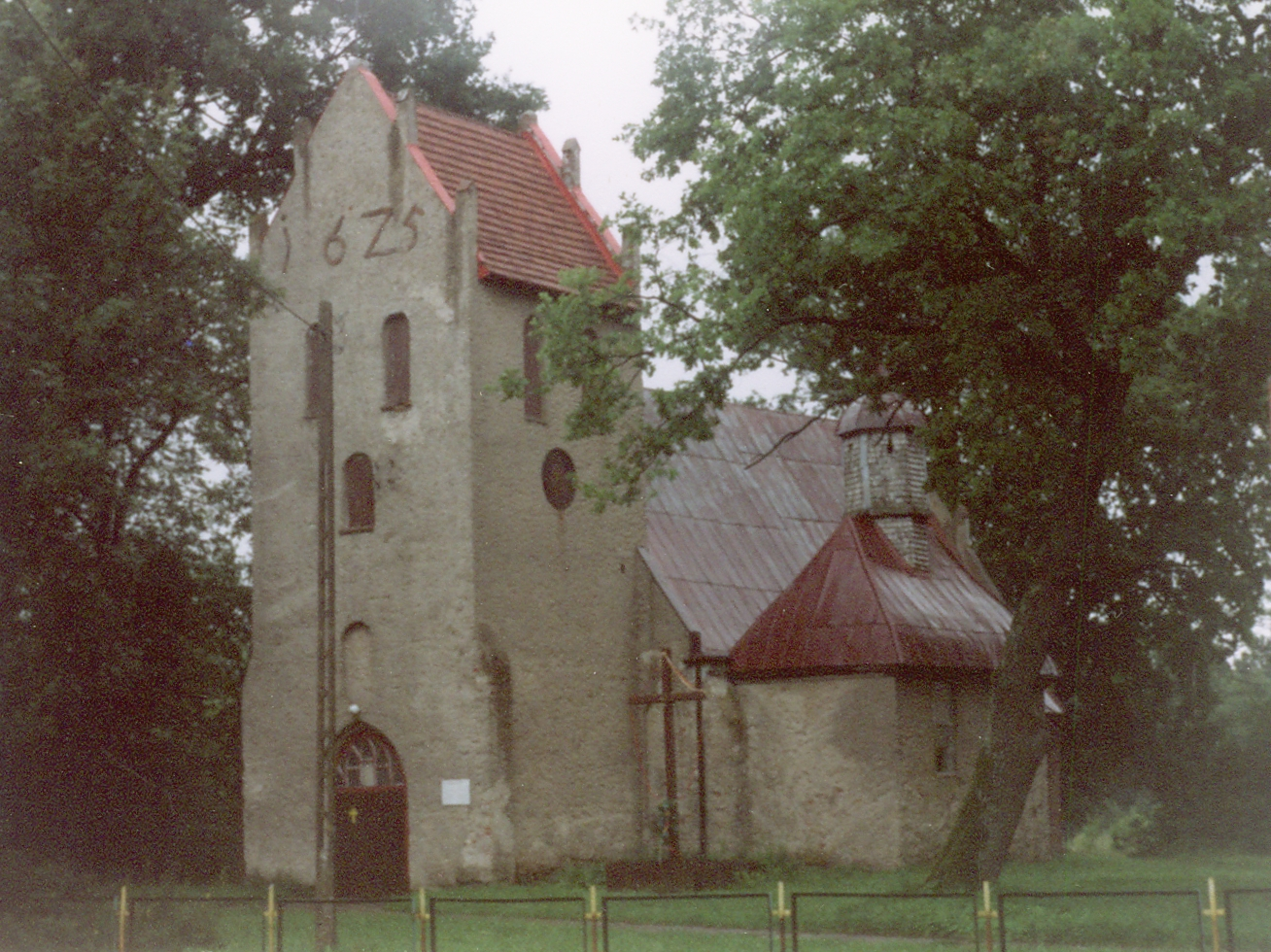
Dorfkirche (bis 1945 evangelisch)

Das Dorf Peest (früher auch Peist) war Stammsitz des pommerschen Adelsgeschlechtes von Below, das dort bereits 1335 genannt ist. Es gab zwei Rittersitze, die zwei Familien von Below besaßen. Durch Einheirat des Jacob Döring von Krockow 1637 ging an diesen der größere Anteil mit zwei Drittel der Grundfläche und dem gesamten Waldbestand. Mit den Gütern Thyn, Paalow und Nitzlin bildete der Lehenskomplex ein Erbschenkenamt, das später die Grafen von Krockow innehatten.
- Gut Peest A: Von 1637 bis 1945 war dieses Gut im Besitz derer von Krockow, seit 1786 Grafen von Krockow, deren Familien der preußischen Armee zahlreiche Offiziere stellten. Die schwierigen Bodenverhältnisse machten kaum Ackerbau, viel eher Viehzucht und Milchwirtschaft möglich. Letzter Herr auf Peest A war Hans Graf von Krockow († 1945).

- Gut Peest B: Unter den Besitzern war Gerd Heinrich von Below, Präsident des Hofgerichts Stargard, nach dessen Tod es 1743 an seinen Bruder, den Landrat Heino Friedrich von Below kam. Nach dessen Tod 1750 erbten seine beiden Söhne, die sich 1763 so verglichen, dass Peest an den späteren Obersten Gerd Bogislav von Below allein kam. Das Gut war bis 1847 in von Belowschem Besitz, als es an Johann Ferdinand Zarnke verkauft wurde. Infolge seiner außerordentlich schwierigen Boden- und Witterungsverhältnisse hat es in der Folgezeit neunmal den Eigentümer gewechselt. Von 1913 bis 1918 war William von Simpson (Autor des Buches Die Barrings, 1937) aus Georgenburg in Ostpreußen Besitzer (die Erlebnisse auf einem Ritt von Peest bis nach Konstantinopel fasste er in dem 1916 erschienenen Werk Im Sattel vom Ostseestrand bis zum Bosporus zusammen), und von ihm kaufte der Diplomlandwirt und Tierzuchtdirektor Joachim Deicke das Gut und wurde letzter Herr auf Peest B († 1945).

Im Jahre 1818 lebten in Peest 536 Einwohner. Ihre Zahl stieg bis 1905 auf 859 und betrug 1939 noch 720 (191 Haushaltungen).
Am 8. März 1945 erfolgte die Besetzung von Peest durch die Rote Armee. Für die Bevölkerung war eine Flucht unmöglich. Peest kam in den Danziger Kessel zu liegen. Ost- und Westpreußische Familien waren aus ihrer Heimat hierher geflohen und wurden zum Teil mit den ortsansässigen Bürgern verschleppt oder kamen durch andere Schikanen um. Im Sommer 1945 normalisierte sich das Leben allmählich etwas. Wilhelm Harder wurde Bürgermeister unter russischem Kommando. Zunächst blieben die Deutschen noch als Arbeiter auf den Gütern. Als die Polen im Dorf Einzug hielten, versuchten viele deutsche Familien zu entkommen. Ein großer Teil blieb jedoch, und es gelang, das Leben im Ort zu normalisieren.
Die Güter Peest A und B waren zunächst zusammengelegt. Der russische Kommandant wohnte im Gutshaus Peest B. 1952 wurden die Güter von den Polen übernommen.
Die letzten deutschen Familien verließen 1957 den Ort, der inzwischen Pieszcz hieß und heute ein Ortsteil der Gmina Postomino im Powiat Sławieński in der Woiwodschaft Westpommern (bis 1998 Woiwodschaft Stolp) ist.

## Ortsgliederung bis 1945
Vor 1945 gehörten zur Gemeinde Peest sechs Ortschaften bzw. Wohnplätze:
1. Hammermühle (polnisch Tłuki), Wassermühle (Getreide- und Sägemühle) an der Motz kurz vor deren Einmündung in die Wipper, 1940 abgebrannt. Besitzerin: Luise Gräfin von Krockow gesch. von Seebeck, 1 Landhaus, Stallungen, Arbeiterhaus, 1 Bauernhof, 15 Hektar leichter Boden
2. Henningswalde (Ilnica), 5 Bauernhöfe, 4 Kilometer nördlich des Dorfes
3. Prettmin (Przetmino), Weidegnossenschaft, 2 Kilometer nördlich des Dorfes
4. Ziegelei/Forsthaus (Glinka), ehemalige Ziegelei, dann Gutsförtsrei des Gutes Peest A
5. Eichenrode (Chełmki), Vorwerk von Gut Peest A, 2 Landarbeiterhäuser
6. Louisenhof (Niesiedlin), Vorwerk, Gutsschäferei Gut Peest A

## Söhne und Töchter des Ortes
- Gerd Bogislav von Below (1726–1786), preußischer Offizier,  Träger des Pour le Merite
- Hans Kaspar von Krockow (1700–1759), preußischer Offizier

## Amtsbezirk Peest
Peest bildete vor 1945 mit den Gemeinden Alt Paalow, Neu Paalow, Nitzlin und Stemnitz das Amt Peest im Landkreis Schlawe i. Pom. im Regierungsbezirk Köslin der preußischen Provinz Pommern. Der letzte Amtsvorsteher vor 1945 war Karl Böttcher. Die Amtsgemeinden (mit Ausnahme von Stemnitz) waren auch zum Standesamt Peest miteinander verbunden. Amtsgerichtsbereich war Schlawe.

## Kirche

### Kirchengemeinde
Die Bevölkerung von Peest war vor 1945 überwiegend evangelisch. Das Dorf bildete mit Thyn eine eigene Kirchengemeinde und zusammen mit der Filialgemeinde Paalow (bestehend aus Alt Paalow, Neu Paalow und Nitzlin) das Kirchspiel Peest im Kirchenkreis Schlawe der Kirchenprovinz Pommern in der Kirche der Altpreußischen Union. Im Jahre 1940 zählte das Kirchspiel Peest insgesamt 2100 Gemeindeglieder. Das Kirchenpatronat lag bei den beiden Rittergutsbesitzern Hans Graf Krockow (Peest A) und Joachim Deicke (Peest B).
Am 12. Juni 1941 brannte das Pfarrhaus nieder. Der Wiederaufbau wurde vom NSDAP-Kreisleiter untersagt. Auf dem stehen gebliebenen Küchenanbau wurde ein Raum für den Pfarrer eingerichtet, in dem er sich aufhielt, wenn er von der 40 Kilometer entfernten Notwohnung in Beßwitz (Landkreis Rummelsburg) zur Peester Gemeinde kam.
Nach 1945 war das kirchliche Leben der evangelischen Deutschen in Peest und Umgebung noch bis 1957 lebendig. Zahlreiche ehrenamtliche Frauen und Männer versahen – zum Teil sogar mit Einwilligung des polnischen evangelischen Bischofs in Zoppot – Dienste und Aufgaben.
Seit 1945 ist der größte Teil der Einwohner von Pieszcz römisch-katholisch. Seitens der katholischen Kirche wurden ab 1977 in der vormals evangelischen Kirche katholische Gottesdienste gehalten. Die auch heute wieder selbständige Kirchengemeinde Pieszcz gehört mit den Kirchengemeinden Radosław (Coccejendorf) und Staniewice (Stemnitz) zur Pfarrei Sławsko (Alt Schlawe) im Dekanat Sławno im Bistum Köslin-Kolberg der Katholischen Kirche in Polen. Evangelische Kirchenglieder gehören heute zum Kirchspiel Słupsk (Stolp) in der Diözese Pommern-Großpolen der Evangelisch-Augsburgischen Kirche in Polen.

### Pfarrkirche

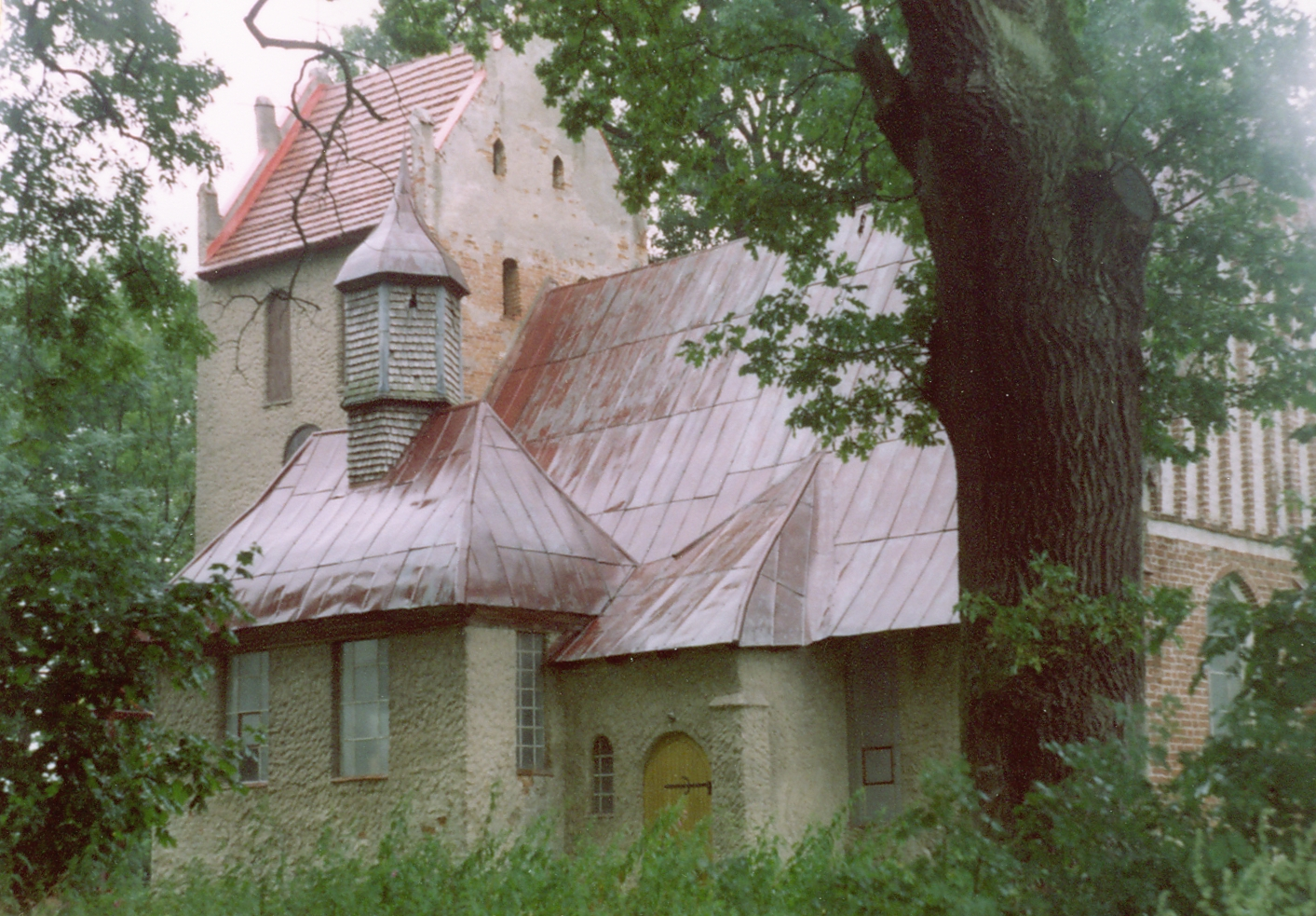
Dorfkirche (Rückseite)

Die Peester Pfarrkirche (und heutige Dorfkirche von Pieszcz) wurde zum Ende des 15. Jahrhunderts mit Satteldach und massivem Westturm gebaut. 1625 erfolgten bedeutende Umbauten. An der Südseite der Kirche war ein Chor mit Patronatsloge derer von Krockow, darunter die Gruft derer von Below und von krockow. Bis zum 19. Jahrhundert bestand ein zweiter Chor der Familie von Below. Das Gestühl der Gutsfamilie Deicke stand auf der Empore an der Nordseite.
Nach dem Krieg wurde das evangelische Gotteshaus zugunsten der katholischen Kirche enteignet. Am 25. August 1977 wurde sie neu geweiht und erhielt den Namen Podwyższenia Krzyża Świętego (Heilige Kreuzerhöhung). Derzeitiger Pfarrer ist Cezary Filimon.

### Pfarrer
1. Daniel Grantz
2. Johann Wichmann, ab 1600
3. Nikolaus Crusius, ab 1641
4. Peter Kirchhof, 1646–1652
5. Christian Zulichius, 1652–1658
6. Joachim Müller, 1658–1686
7. Michael Pontanus, 1688–1717
8. Johann Jakob Schmid, 1718–1747
9. Johann Christoph Derling, 1747–1791
10. Friedrich Daniel Haacke, 1791–1822
11. Dr. phil. Karl Ballandt, 1822–1830
12. Johann Georg Gottlieb Richter, 1830–1887
13. Wilhelm Friedrich Gurr, 1888–1903
14. Hugo Tschierschky, 1903–1930 (zuletzt auch Superintendent des Kirchenkreises Schlawe)
15. Bernhard Gensch, 1934–1946

## Schule
In Peest bestand vor 1945 eine Volksschule mit zwei Klassenzimmern sowie Lehrerwohnungen mit Scheune und Stall. Hier unterrichteten zwei Lehrer – zuletzt Hauptlehrer Dahms und Lehrer Notzke.
Nach 1945 gab es für die Kinder der gebliebenen deutschen Bewohner von Pieszcz und der Flüchtlinge aus Ost- und Westpreußen speziellen Unterricht, der von 1952 bis 1957 von der aus Franzen (Wrząca) stammenden Lehrerin Erna Teschke gehalten wurde.

## Verkehr
Der Ort ist zu erreichen von der polnischen Landesstraße 6 (ehemalige Reichsstraße 2, heute auch Europastraße 28) Danzig – Stettin auf einer Nebenstraße, die bei Sycewice (Zitzewitz) nach Norden abzweigt und über Pieszcz hinaus nach Tyń (Thyn) an der Straße Sławno–Postomino führt. Bahnstation ist heute nur noch Sycewice (Zitzewitz) an der Bahnstrecke Stargard Szczeciński–Gdańsk, nachdem die Bahnstation Staniewice (Stemnitz) an der früheren Reichsbahnstrecke Schlawe–Stolpmünde aufgrund der Demontage 1945 nicht mehr existiert.